# Mikko Kavén
Mikko Juhani Kavén (Lahti, 19 febbraio 1975) è un ex calciatore finlandese, di ruolo portiere.

## Carriera

### Club
Kavén cominciò la carriera con la maglia del Kuusysi, per poi passare allo HJK. Si trasferì poi agli scozzesi del Motherwell ed in seguito ai norvegesi del Vålerenga. Nel 2001 tornò in patria, al Tampere United, dove rimase fino al 2010.

## Palmarès

### Club

#### Competizioni nazionali
- Campionato finlandese: 4

HJK: 1997
Tampere United: 2001, 2006, 2007
- Suomen Cup: 2

HJK: 1998
Tampere United: 2007
- Liigacup: 1

Tampere United: 2009